# Hågahögen
Hågahögen, även benämnd Björns hög och Kung Björns hög, är en gravhög från bronsåldern, belägen i Hågadalen i Bondkyrko socken strax väster om Uppsala. Gravhögen som är cirka 7 meter hög och 45 meter i diameter anlades omkring år 1000 f.Kr. Det är Skandinaviens guldrikaste bronsåldersgrav.

## Utgrävningar och fynd
Redan i slutet av 1600-talet blev högen föremål för en utgrävning, men enligt en dåtida berättelse "fant man icke annat än jord, sten och grus, eftersom man ej grov in till det innersta av högen".
Högen grävdes ut åren 1902–03, då även den blivande kungen Gustaf VI Adolf medverkade, under ledning av arkeologen Oscar Almgren. Gravhögen visade sig då bestå av ett stenkummel som täckts med grästorvor som naturligtvis förmultnat under tidernas lopp. De brända rester av människoben som påträffades antogs ha varit nedlagda i en ekkista, som till större delen multnat sönder. Ett kollager som täckte högens botten antogs härröra från likbålet. När detta slocknat har man kastat upp högen över platsen för likbränningen. En mängd kringspridda obrända skelettdelar av människor och djur tolkades av Oscar Almgren som bevis för att både människor och djur offrats vid begravningsfesten.
Vid utgrävningen fann man också bland annat 52 olika gulddekorerade föremål, en del visserligen endast ytterst små fragment, varav ett var ett guldsmyckat svärd. Man fann även ett mantelspänne och guldspiraler som tydde på att en kvinna legat begravd i högen. Möjligen var graven därför ägnad två personer. Fynden visade att "Kung Björns hög" är från slutet av bronsåldern och att den mäktige hövding som begravts där alltså inte – som sägnen påstod – levat under vikingatiden utan minst ett och ett halvt årtusende dessförinnan.
I en modern undersökning av gravkammaren beskrivs benen att antingen komma från en kvinna eller en väldigt späd man.[källa behövs]
Högen är den enda i sitt slag i Mellansverige: de närmaste jämförbara är Lusehøj på Fyn i Danmark och i Seddin i norra Tyskland. Den stora mängden guld motsvaras närmast av gravar från Oders dalgång.
Det krävdes ungefär 7 500 mansdagars arbete att anlägga högen: underst ligger sten i ett fyra meter högt röse, och därpå ytterligare fyra meter grästorv, motsvarande mer än 6 fotbollsplaner. Efter att högen anlagts fortsatte den att användas: undersökningar av ytskiktet visar att eldar tänts på den, och på högen finns utströdda ben av främst ekorrar och hundar, men även nöt och svin samt ben från flera olika människor, däribland ett lårben som brutits så att märgen kommit fram. Människobenen visade sig vara drygt 500 år äldre än gravens ockupant. 
Vid tidpunkten för högens anläggande var platsen en utskjutande udde i en vik av Mälaren, som sträckte sig norrut och väster om nuvarande Uppsala. Hågahögen är belägen på ett gravfält där det finns ytterligare tre gravhögar, 24 runda stensättningar och två resta stenar. Längre ner längs den dåtida stranden finns fornborgen Predikstolen, längre upp längs stranden finns flera gravplatser och fornborgar men inget som kan mäta sig med den monumentala Hågahögen. Fynden påminner om fynd som gjorts vid utgrävningar i Ryssgärde.
Fynden från Hågahögen förvarades på Historiska Museet i Stockholm. I februari 1986 stals det berömda guldspännet från museet. Delar av det återfanns fyra månader senare på Narvavägen.

## Benämningen Kung Björns hög
Den historiskt obekräftade kung Björn på Håga har i sentida traditionsstoff ansetts vara upphov till benämningen Kung Björns hög; denne skall ha levt under sen järnålder, och namnet är därför troligen sekundärt härlett. Benämningen "Kung Björns hög" är känd sedan 1600-talet och omnämns i skrift för första gången 1704.

## Referenser

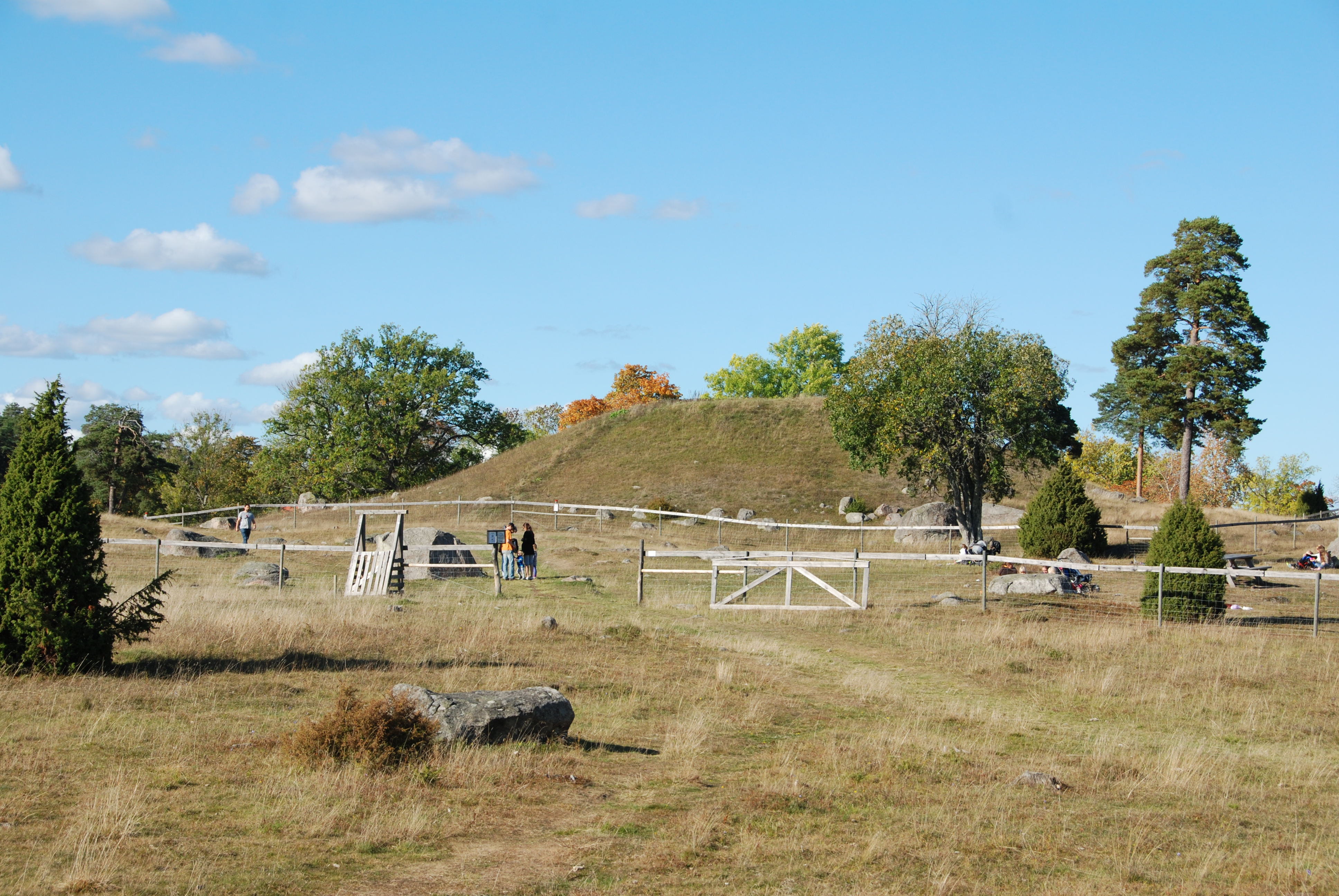
Hågahögen